# Tonna galea
Tonna galea là một loài ốc biển trong họ Tonnidae. Loài ốc rất lớn này được tìm thấy ở Bắc Đại Tây Dương đến tận bờ biển Tây Phi, trong vùng biển Địa Trung Hải và vùng biển Caribê. Loài này đã được mô tả lần đầu tiên bởi Carl Linnaeus năm 1758.

## Danh sách đồng nghĩa
Đây là danh sách các tên khoa học khác nhau dùng cho loài này:
- Buccinum galea Linnaeus, 1758 (original combination)
- Buccinum olearium Linnaeus, 1758
- Cadium galea (Linnaeus, 1758)
- Cadus galea (Linnaeus, 1758)
- Dolium (Dolium) galea (Linnaeus, 1758)
- Dolium (Dolium) galea antillarum (Mörch, 1877)
- Dolium (Dolium) galea var. brasiliana (Mörch, 1877)
- Dolium (Dolium) galea var. epidermata (de Gregorio, 1884)
- Dolium (Dolium) galea var. spirintrorsum (de Gregorio, 1884)
- Dolium (Dolium) galea var. tardina (de Gregorio, 1884)
- Dolium antillarum Mörch, 1877
- Dolium antillarum var. brasiliana Mörch, 1877
- Dolium epidermata de Gregorio, 1884
- Dolium galea (Linnaeus, 1758)
- Dolium galea var. epidermata de Gregorio, 1884
- Dolium galea var. spirintrorsa de Gregorio, 1884
- Dolium galea var. spirintrorsum de Gregorio, 1884
- Dolium galea var. tardina de Gregorio, 1884
- Dolium galeatum Locard, 1886
- † Dolium modjokasriense Martin, 1899
- Dolium tardina de Gregorio, 1884
- Dolium tenue Menke, 1830
- Tonna (Tonna) galea (Linnaeus, 1758)
- Tonna (Tonna) galea brasiliana (Mörch, 1877)
- Tonna (Tonna) galea galea (Linnaeus, 1758)
- Tonna galea abbotti Macsotay & Campos, 2001
- Tonna galea brasiliana (Mörch, 1877)
- Tonna olearium (Linnaeus, 1758)